# Patan
Patan là một thành phố và khu đô thị của quận Patan thuộc bang Gujarat, Ấn Độ.

## Địa lý
Patan có vị trí 23°50′B 72°07′Đ / 23,83°B 72,12°Đ Nó có độ cao trung bình là 76 mét (249 feet).

## Nhân khẩu
Theo điều tra dân số năm 2001 của Ấn Độ, Patan có dân số 112.038 người. Phái nam chiếm 53% tổng số dân và phái nữ chiếm 47%. Patan có tỷ lệ 72% biết đọc biết viết, cao hơn tỷ lệ trung bình toàn quốc là 59,5%: tỷ lệ cho phái nam là 78%, và tỷ lệ cho phái nữ là 65%. Tại Patan, 11% dân số nhỏ hơn 6 tuổi.